# أبو هاشم الجعفري
أبو هاشم الجعفري (يوم ولادته غير مؤرّخ - 261 هـ). هو راوي بغدادي شيعي عاصر عدداً من الأئمة الإثني عشر وروى عنهم ويُعدّ من كبار الرواة الشيعة ومن الثقات عندهم، فقد عاصر الرضا والجواد والهادي والعسكري والمهدي وروى عنهم أحاديث كثيرة. ويمتد نسب أبو هاشم إلى جعفر بن أبي طالب حيث أنّه داوود بن القاسم بن إسحاق بن عبد الله بن جعفر بن أبي طالب. وقد عاصر من الخلفاء العباسيين: المأمون، والمعتصم، والمتوكل، والمنتصر، والمستعين، والمعتز، والمهتدي، والمعتمد، حيث توفي في عهد الأخير.
ذكر بعض المُؤرّخين أن أبا هاشم كان يسكن في بغداد وكان ”ذا لسان وعارض وسلاطة“ فحُمل إلى سامراء (سر من رأى) وحُبس هناك سنة 252 هـ، أي في عهد الخليفة العباسي المعتمد.

## شعره
ذُكر في بعض التراجم التي كُتبت عن أبي هاشم أن له شعراً في مدح عدد من أئمة الشيعة الإثني عشرية الذين عاصرهم، فمما روي من شعره في مدح الهادي:
مادت الأرض بي وأدت فؤادي * واعترتني موارد العرواء
حين قيل الإمام نضو عليل * قلت نفسي فدته كل الفداء
مرض الدين لاعتلالك واعتل * وغارت له نجوم السماء
عجبا ان منيت بالداء والسقم * وأنت الإمام حسم الداء
أنت آسى الأدواء في الدين والدنيا * ومحيي الأموات والأحياء

## مكانته عند الشيعة
- ذكره النجاشي في فهرست أسماء مصنفي الشيعة المعروف باسم رجال النجاشي بقوله: ”داود بن القاسم بن إسحاق بن عبد الله بن جعفر بن أبي طالب، أبو هاشم الجعفري رحمه الله كان عظيم المنزلة عند الأئمة عليهم السلام، شريف القدر، ثقة، روى أبوه عن أبي عبد الله عليه السلام“.[3]
- ذُكر في كتاب اختيار معرفة الرجال للطوسي وهذا نصّ العبارة كما وردت في الكتاب: ”له منزلة عالية عند أبي جعفر وأبي الحسن وأبي محمد عليهم السلام وموقع جليل، على ما يستدل بما روي عنهم في نفسه وروايته، وتدل روايته على ارتفاع في القول“.
- ذكره الطوسي كذلك في فهرسته قائلاً: ”داود بن القاسم الجعفري، يكنى أبا هاشم، من أهل بغداد، جليل القدر، عظيم المنزلة عند الأئمة عليهم السلام، وقد شاهد جماعة منهم الرضا والجواد والهادي والعسكري وصاحب الامر عليهم السلام، وقد روى عنهم كلهم عليهم السلام، وله اخبار ومسائل، وله شعر جيد فيهم، وكان مقدما عند السلطان“.[4]
- ذكره عباس القمي في الكنى والألقاب قائلاً: ”داود بن القاسم بن إسحاق بن عبد الله بن جعفر بن أبي طالب رضى الله تعالى عنهم البغدادي، وكان ثقة جليل القدر عظيم المنزلة عند الأئمة عليهم السلام وقد شاهد منهم الرضا والجواد والهادي والعسكري وصاحب الامر صلوات الله عليهم أجمعين، وكان منقطعا إليهم وقد روى عنهم كلهم وله اخبار ومسائل وله شعر جيد فيهم“، ويستمر بقوله: ”وكان ورعا زاهدا ناسكا عالما عاملا ولم يكن أحد في آل أبي طالب مثله في زمانه في علو النسب“.[2]